# Cécile Auclert
 (mai 2015).
Si vous disposez d'ouvrages ou d'articles de référence ou si vous connaissez des sites web de qualité traitant du thème abordé ici, merci de compléter l'article en donnant les références utiles à sa vérifiabilité et en les liant à la section « Notes et références ».
Pour les articles homonymes, voir Auclert.
Cécile Auclert, née le 30 mai 1965 à Paris 14e, est une actrice, autrice, compositrice et metteuse en scène française.

## Biographie
À dix-sept ans[réf. nécessaire], Cécile Auclert s'inscrit au cours Florent où elle suit les enseignements de François Florent, Raymond Acquaviva et Francis Huster, tout en s’intéressant à la méthode « Actors Studio » par le biais de stages avec Jack Garfein et Corinne Blue[réf. nécessaire]. Elle fait sa première apparition télévisée dans Paris-Saint-Lazare, une saga réalisée par Marco Pico où elle côtoie, entre autres, Jean Bouise et Patrick Bruel.
Après un an de cours, elle est engagée au Théâtre d'Edgar pour interpréter une des trois filles de la pièce à succès de Daniel Colas Les Mangeuses d'hommes. Parallèlement, elle participe à diverses séries télé, téléfilms et longs-métrages[réf. nécessaire]. Elle se produit aussi au Festival d'Avignon, avec Le Roi des Frontins d’Eugène Labiche, « en off ».
L'auteure et metteuse en scène Josiane Balasko l'engagera trois ans plus tard pour incarner la pompiste dans L'Ex-femme de ma vie, pièce créée au Splendid par Jane Birkin et Thierry Lhermitte, et qui sera reprise au théâtre du Gymnase avec Richard Berry.
Tout en s'adonnant pleinement à sa fille Tabata, née en 1991, elle continue à apparaître dans des productions télévisuelles ou cinématographiques dont Les Mouettes de Jean Chapot ou La Mort d’un bavard d’Hervé Guérin avec Jean-Pierre Kalfon.
En 1993, elle décroche le rôle de Fanny dans Les Filles d'à côté, personnage qui la rendra célèbre mais qu'elle quittera au 133e épisode (bien qu'elle revienne par la suite pour 3 épisodes). Concernant son départ, la comédienne craint que l'étiquette AB Productions devienne un handicap pour sa carrière. Ce sera bien le cas. Elle regrette également le manque d'évolution des personnages (la comédienne avait à l'époque tenté de mettre en place des réunions entre de vrais scénaristes et les acteurs pour discuter de l'évolution des personnages, en vain).
Elle passe ainsi derrière les caméras, pour s'intéresser à l'écriture et la mise en scène quand elle travaille sur Préambule, le premier one-man-show de Jean-Luc Borras. En 1998, elle se retrouve sur les planches pour Trois femmes de trop de Bruno Chapelle avec, entre autres, Raphaëlle Cambray qui la mettra en scène des années plus tard dans La Pluie boulevard Saint-Germain.
En 1999, elle se régale avec les chansonniers au Théâtre des Deux Ânes avant de quitter Paris en 2000[réf. nécessaire]. En 2001, elle connaît un retour médiatique en étant engagée dans la nouvelle série de TF1, Père et Maire. Dans cette comédie dramatique, elle seconde les têtes d'affiche Christian Rauth et Daniel Rialet, également créateurs de la fiction.
En 2006, la production de la série ralentit, et l'actrice rejoint l'équipe de Plus belle la vie pour incarner la commissaire Véra Madigan. Parallèlement, elle s'adonne à l'écriture d'un spectacle musical avec piano et violoncelle, Un hiver de cochon, relatant les premières amours de Frédéric Chopin et George Sand, spectacle qu'elle créera en 2008. L'année suivante, Père et Maire se conclut au bout de 24 épisodes. Résidant à Marseille, elle donne des cours de théâtre pour des classes de 6e et 5e dans divers collèges[réf. nécessaire].
En 2009, elle écrit et interprète la suite des amours tumultueuses du couple[Lequel ?] avec Des étés de sauterelles, toujours avec son duo de musiciens[réf. nécessaire].
En 2010, Cécile Auclert décide de quitter le devant de la scène pour se consacrer à la musique et l'écriture. Depuis, elle a écrit un premier roman, À propos de Cora Martino. En 2014, elle crée La Pluie boulevard Saint-Germain, une bluette musicale dont elle a aussi co-écrit la musique avec la pianiste Agathe Di Piro. Après diverses représentations, elles sont rejointes en 2017 par le trompettiste Christophe Leloil et créent la suite de La Pluie boulevard Saint-Germain, intitulée Smog in London, au théâtre du tétard, à Marseille.

### Vie privée
Elle est divorcée de Christian Rauth et mère d'une fille de son premier mariage.

## Filmographie
Sauf indication contraire, les informations mentionnées dans cette section peuvent être confirmées par la base de données cinématographiques IMDb,  présente dans la section « Liens externes ».

### Cinéma
- 1984 : Frankenstein 90 d'Alain Jessua : créature féminine
- 1985 : À nous les garçons de Michel Lang : Marie-Laure
- 1985 : Diesel de Robert Kramer : la secrétaire de Finch
- 1986 : Nuit d'ivresse de Bernard Nauer : une invitée
- 1989 : L'Auscultation, court métrage de Christian Le Hémonet : la secrétaire
- 1990 : Ice-cream et châtiment, court métrage de Christian Le Hémonet : maîtresse 1
- 1992 : L'Échappée belle, court métrage d'Antoine Vaton
- 1994 : Grosse Fatigue de Michel Blanc : Karine (Miss gros seins)
- 1996 : Les Deux Papas et la Maman de Jean-Marc Longval et Smaïn : Marjorie
- 1998 : L'Homme au masque de fer (The Man in the Iron Mask) de Randall Wallace : servante
- 1998 : Charité biz'ness de Thierry Barthes et Pierre Jamin : journaliste
- 1998 : Les Boys 2 de Louis Saia : Corinne
- 1999 : Premier Noël, court métrage de Kamel Cherif
- 2002 : Les Attaches fines, court métrage : Marie
- 2006 : Quand j'étais chanteur de Xavier Giannoli : Blonde

### Télévision
- 1982 : Paris-Saint-Lazare, série créée par Marco Pico
- 1987 : Patte de velours de Nelly Kaplan : Sodomita
- 1988 : Le Crépuscule des loups de Jean Chapot : Julia
- 1988 : Le Clan, mini-série réalisée par Claude Barma : Angèle
- 1989 : Les Rikikis au Pays du Père Noël : La fée Oriane
- 1990 : L'Ex-femme de ma vie de Josée Dayan. Captation de la pièce de Josiane Balasko.
- 1990 : Orages d'été, avis de tempête, mini-série réalisée par Jean Sagols : une infirmière
- 1991 : Les Mouettes de Jean Chapot : Pauline
- 1991 : Métro mélo de Marlène Bertin : Jeanne
- 1992 : La Mort d'un bavard, mini-série réalisée par Hervé Guérin
- 1993 : Polly West est de retour de Jean Chapot : Paulette
- 1993 : Le Bœuf clandestin de Lazare Iglesis : Lucy
- 1993 : Photos, fusées et petites pépées d'Alain Dhénaut : Ariane
- 1993-1995 : Les Filles d'à côté, série créée par Jean-Luc Azoulay : Fanny
- 1995 : Quatre pour un loyer, série réalisé par Georges Barrier
- 1995 : Sandra, princesse rebelle, mini-série réalisée par Didier Albert : Isabelle
- 1995 : Le Plat de la nuit d'Alain Dhénaut : Aude
- 1996 : Mayday de Jean-Louis Daniel : Sophie Perrin
- 1996 : Sans mentir de Joyce Buñuel : Vanessa
- 1997 : Van Loc : un grand flic de Marseille, épisode Pour l'amour de Marie réalisé par Claude Barrois : Marie
- 1997 : Les Cordier, juge et flic, épisode Cathy réalisé par Alain Wermus : Liliane Clermont
- 1997 : Cassidi et Cassidi : Le Démon de midi de Joël Santoni : Roxane
- 1997 : Une femme d'action de Didier Albert : Véronique
- 1997 : Cassidi et Cassidi : Le Prix de la liberté de Joël Santoni : Roxane
- 1998 : Les Vacances de l'amour, Saison 3 épisode 21 L'Amnésique réalisé par Jean-Pierre Spiero : Elena Dubreuil
- 1998 : Avocats et Associés, épisode Faux sanglants réalisé par Philippe Triboit : Évelyne Duponcet
- 1999 : Brigade spéciale, épisode La 7e Victime réalisé par Charlotte Brändström : Olga
- 1999 : Island détectives, épisode Cendrillon réalisé par Philippe Layani : Laura Simpson
- 2002 : Julie Lescaut, épisode Jamais deux sans trois réalisé par Alain Wermus : Anne Destrade
- 2002 : Une femme d'honneur, épisode Secret de famille réalisé par Marion Sarraut : Patricia Marquet
- 2002-2009 : Père et Maire, série par Christian Rauth et Daniel Rialet : Diane Favenec
- 2004 : Ariane Ferry, épisode La Monitrice : Brigitte Blomet
- 2005 : Fabien Cosma, épisode La Répétition réalisé par Marion Sarraut : Marielle Lesueur
- 2006 : Les Enquêtes du commissaire Laviolette, épisode Les Courriers de la mort réalisé par Philomène Esposito : Annette Melliflore
- 2006-2009 : Plus belle la vie, série créée par Hubert Besson, saisons 2 à 5 : Véra Madigan
- 2007 : Le Tuteur, épisode Yann réalisé par Jean Sagols : la mère de Valérie
- 2010 : Les Enquêtes du commissaire Laviolette, épisode Le Sang des Atrides réalisé par Bruno Gantillon : Marie Cordelier
- 2023 : Les Mystères de l'amour : Le Noël de l'amour

## Théâtre

### Actrice
- 1983 : Les Mangeuses d'hommes - Daniel Colas
- 1985 : Le Roi des Frontins - Georges Courteline - Festival Off d'Avignon
- 1988-1989 : L'Ex-femme de ma vie - Josiane Balasko
- 1998 : Trois femmes de trop - Bruno Chapelle
- 1999 : Les Chansonniers - Jacques Mailhot - Théâtre des Deux Ânes
- 2008 : Un hiver de cochon - Cécile Auclert
- 2009 : Des étés de Sauterelles - Cécile Auclert
- 2014 : La Pluie Boulevard Saint Germain - Cécile Auclert
- 2017 : Smog in London - Cécile Auclert

### Autrice
- 2008 : Un hiver de cochon : spectacle musical relatant la rencontre  de George Sand et Chopin – Interprétation : Cécile Auclert – Piano :  Mélanie Gadenne – Violoncelle : Xavier Chatillon
- 2009 : Des étés de sauterelles : spectacle musical – la suite des  amours de George Sand et Chopin – Interprétation : Cécile Auclert –  Piano : Mélanie Gadenne – Violoncelle : Xavier Chatillon
- 2014 : La Pluie Boulevard Saint-Germain : une bluette musicale – Composition : Cécile Auclert et Agathe Di Piro
- 2017 : Smog in London : bluette musicale - Composition : Cécile Auclert, Agathe Di Piro et Christophe Leloil à la trompette.
- 2018 : Quelques Odes du XXIe siècle - poésie.
- 2020 : Artchi : pièce à six personnages, en co-écriture avec Yannick Bernardie.

### Metteuse en scène
- 1987 : Préambule, one man Show de Jean-Luc Borras
- 2008 : Un hiver de cochon, avec la collaboration de Raphaëlle Cambray
- 2009 : Des étés de sauterelles, avec la collaboration de Raphaëlle Cambray